# توکوما سوزوکی
توکوما سوزوکی (ژاپنی: 鈴木 徳真؛ زادهٔ ۱۲ مارس ۱۹۹۷) یک بازیکن فوتبال اهل ژاپن است.
از باشگاه‌هایی که در آن بازی کرده‌است می‌توان به باشگاه فوتبال توکوشیما ورتیس اشاره کرد.